# Scalarituba
Scalarituba Weller, 1899 es un paragénero de icnofósiles de facies marina profunda a superficial y lacustre presente en rocas sedimentarias del periodo Ordovícico a la actualidad. Es formada por anélidos o poliquetos y presenta variantes preservacionales.
Las trazas de este icnotaxón están formadas por un rastro meandriforme paralelo u oblicuo al sustrato de entre 2 y 10 milímetros de diámetro. Aparece profusamente meniscado cada 2 a 3 milímetros con material similar al de la roca circundante, posee también crestas trasversales cada 1 o 2 milímetros que le dan apariencia escaleriforme y pelets fecales. Aunque los meandros descritos por el fósil no son muy cerrados aparecen con mucha frecuencia de modo que el rastro nunca es recto más unos pocos centímetros. Existen varias variantes de este icnofósil según el tipo de conservación que presente. La traza más completa es la que se ha descrito pero en el epirrelieve de su superficie inferior se muestran únicamente las marcas formadas por los meniscos de forma muy similar a como aparecen en Neonereites mientras que el epirrelieve superior se observan principalmente las crestas trasversales escaleriformes haciéndolo muy parecido a Phyllodicites. Los propios restos de Scalarituba pueden ser igualmente considerados variantes preservacionales de Nereites.
Scalarituba se interpreta como los rastros de alimentación de tipo pascichnia de anélidos, poliquetos u otros organismos similares. En estos rastros los animales se desplazan removiendo el sustrato y acumulándolo tras de sí junto a restos fecales.